# 孙香
孫香（2世紀—3世紀？），字文陽，為孫堅再從弟孫孺之子。隨孫堅爭戰多年，孫堅戰死後隨孫策投靠袁術，在壽春去世。

## 生平
孫香本為孫堅舊部，為孫策、孫權、孫翊、孫匡、孫朗等之族兄，早年任主簿功曹一職，後跟隨孫堅南征北討並立下許多功勞，被孫堅拉拔並任郎中一職。孫堅戰死後和孫策等投靠袁術，並隨袁術南征北討，後任汝南太守和征南將軍一職。在孫策與吳景等脫離袁術時，因路途遠無法回歸孫策陣營，只得留在壽春，最後在壽春病逝。

## 資料來源
《三國志注·吳志·孫賁傳》
1. ↑  《三國志·吳書·宗室傳·孫賁傳》附《吳書》：孫香字文陽。父孺，字仲孺，堅再從弟也，仕郡主簿功曹。香從堅征伐有功，拜郎中。後為袁術驅馳，加征南將軍，死於壽春。
2. ↑  《三國志·吳書·宗室傳·孫賁傳》附《江表傳》：袁術以吳景守廣陵，策族兄香亦為術所用，作汝南太守，而令賁為將軍，領兵在壽春。策與景等書曰：「今征江東，未知二三君意云何耳？」景即棄守歸，賁困而後免，香以道遠獨不得還。